# وادی الابیوض
وادی الابیوض (به عربی: وادي الأبيوض) یک گردنه و رود فصلی در الجزایر است.